# Janseides
Janseides är ett släkte av fjärilar. Janseides ingår i familjen säckspinnare.
Kladogram enligt Catalogue of Life:
| Janseides | \| \| Janseides butleri \| \| \| \| \| \| Janseides subhyalina \| \| \| \| |
|           | \| \| Janseides butleri \| \| \| \| \| \| Janseides subhyalina \| \| \| \| |
|           | Janseides butleri                                                          |
|           |                                                                            |
|           | Janseides subhyalina                                                       |
|           |                                                                            |